# Religionen in Detmold
Gemäß dem Zensus 2011 waren 45,7 % der Einwohner evangelisch, 13,3 % römisch-katholisch und 41,0 % waren konfessionslos, gehörten einer anderen Glaubensgemeinschaft an oder machten keine Angabe.  Die Mehrheit der Detmolder Christen gehörte 2011 der reformierten Kirche an, die sich mit der evangelisch-lutherischen Kirche zur Lippischen Landeskirche zusammengeschlossen hat. In Detmold bestand außerdem seit Jahrhunderten eine jüdische Gemeinde, die jedoch kurz vor Beginn des Zweiten Weltkriegs zwangsweise aufgelöst wurde. Die erste organisierte islamische Gemeinschaft in Detmold wurde 1996 gegründet.

## Christentum

### Lippische Landeskirche

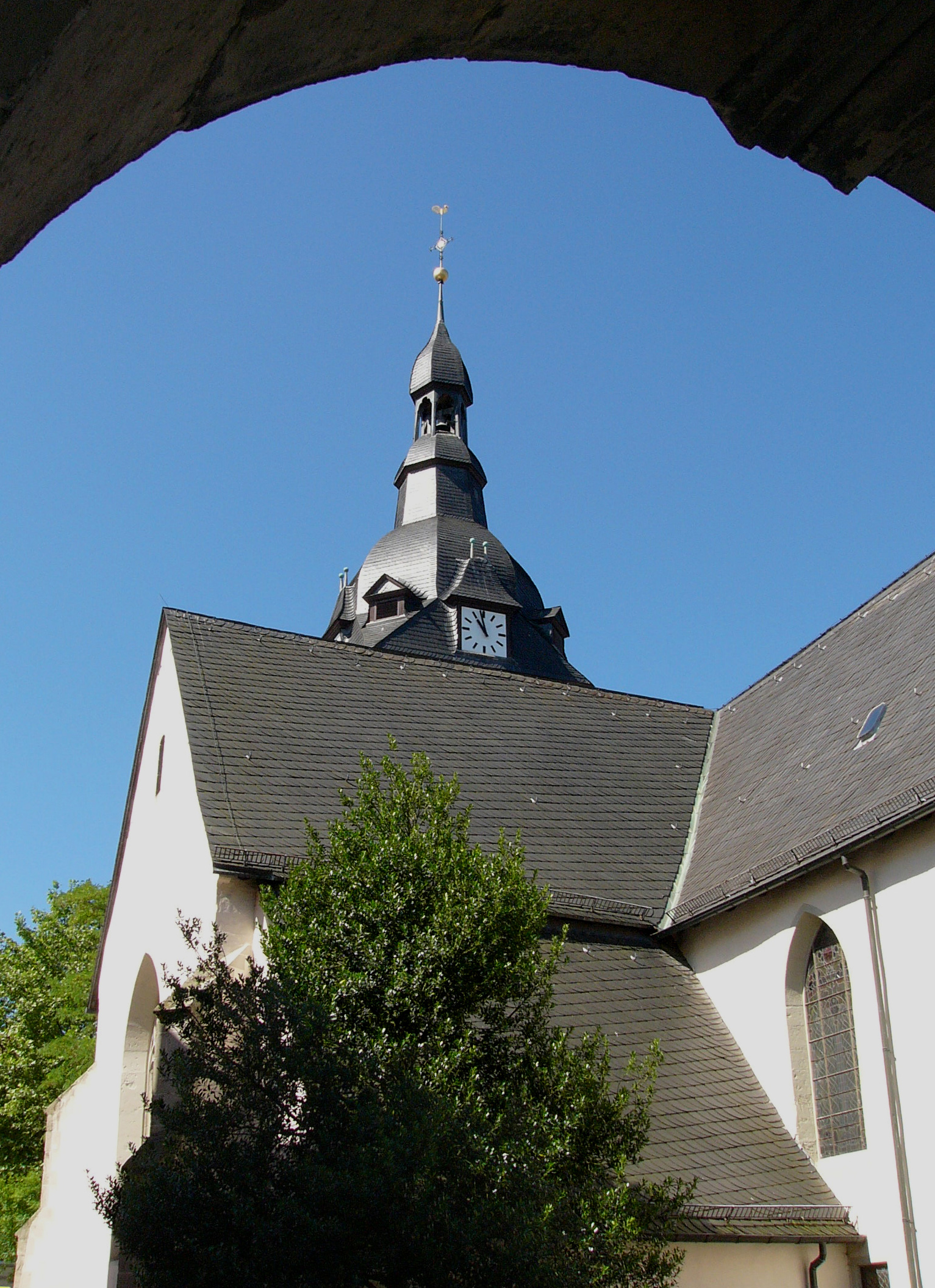
Marktkirche in der Innenstadt

Detmold gehörte anfangs zum Erzbistum Paderborn, bevor im 16. Jahrhundert die Reformation unter Herrschaft von Bernhard VIII. Graf zur Lippe (1536–1563) in Detmold und im gesamten Umkreis ausbreitete und das lutherische Bekenntnis eingeführt wurde. Zu Beginn des 17. Jahrhunderts hat das reformierte Bekenntnis an Einfluss gewonnen. Heute ist Detmold Sitz der Lippischen Landeskirche.
- Evangelisch-reformierte Kirchengemeinden:
  - Detmold-Ost, Pfarrbezirke I–III (Innenstadt, Spork-Eichholz, Remmighausen, Herberhausen)
  - Detmold-West, Pfarrbezirke I–III
  - Pivitsheide, Pfarrbezirke I–III
  - Berlebeck,
  - Heiligenkirchen
  - Heidenoldendorf
  - Hiddesen
  - Vahlhausen

Die Erlöserkirche am Marktplatz gehört zur evangelisch-reformierten Gemeinde Detmold-Ost. Vor der Reformation trug die im 8. Jahrhundert erbaute Kirche noch den Namen St. Vitus. Der Turm wurde erst im Jahre 1564 nach der Reformation erbaut. In ihrer jetzigen Gestalt entspricht sie einer dreischiffigen gotischen Hallenkirche. Die Kirche gehörte damals zunächst zur lutherischen, bevor 1605 der Wechsel zum reformierten Bekenntnis vollzogen wurde.
Zur evangelisch-reformierten Gemeinde Detmold-West gehört die Christuskirche am Kaiser-Wilhelm-Platz. Sie wurde 1905–1908 von Otto Kuhlmann im neugotischen Stil erbaut. In der Krypta haben der letzte regierende lippische Landesherr, Fürst Leopold IV., und seine Gemahlin Bertha ihre letzte Ruhestätte gefunden. Die Kirche kann täglich besucht werden. Abgehalten werden dort regelmäßig Abendgottesdienste.
- Evangelisch-lutherische Kirchengemeinden:
  - Detmold, Pfarrbezirke I–IV
  - Hiddesen

Die bekannteste evangelisch-lutherische Kirche Detmolds, die Martin-Luther-Kirche, steht in der Schülerstraße in zentraler Lage. Sie wurde an der Stelle der um 1740 erbauten ersten lutherischen Kirche errichtet, deren Spätbarock-Kanzel im Lippischen Landesmuseum zu besichtigen ist. Die neue Kirche entstand in den Jahren 1896 bis 1898 in neugotischem Stil. In der Kirche gibt es einen Raum der Ruhe, in welchem sich jeder der hektischen Innenstadt entziehen kann, um einige Momente in Ruhe zu beten oder die Stille zu genießen. Dort werden manchmal auch Gottesdienste in koreanischer Sprache abgehalten.
Im Norden der Stadt steht die evangelisch-lutherische Dreifaltigkeitskirche beim Wittenberger Weg, zu der auch das Haus der Kirche in Herberhausen gehört. Das Haus der Kirche wurde in einem sozialen Brennpunkt errichtet, um einen Ort zu schaffen, an dem sich Menschen unterschiedlicher Herkunft begegnen können. Dort gibt es Angebote zur Kinderbetreuung und zur Drogenberatung.
Daneben gibt es ein im Jahre 1972 erbautes evangelisch-lutherisches Gemeindezentrum in der Emil-Peters-Straße, zu dem auch die Kindertagesstätte Senfkorn gehört. Dort finden regelmäßig Gemeindetreffen und Kinderbibelwochen statt.
Die Friedenskirche an der Hornschen Straße im Detmolder Ortsteil Remmighausen wird schließen.  Die Schließung der Kirche werde zum 1. Oktober 2023 erfolgen. Der Kirchenvorstand hat den Beschluss vor dem Hintergrund eines kontinuierlichen und weiterhin absehbaren Rückgangs der Anzahl der Gemeindeglieder sowie der finanziell und personell erwachsenden Konsequenzen gefasst.

### Evangelische Freikirchen
- Adventgemeinde
- Christengemeinde Immanuel
- Detmolder Bibel-Mission
- Evangelische Freie Gemeinde Detmold-Nord e. V.
- Evangelische Freie Gemeinde Detmold West e. V.
- Evangelische Freie Gemeinde Herberhausen e. V (im Bund Taufgesinnter Gemeinden, Gemeinde auch russischsprachig)
- Evangelische Freie Gemeinde Pivitsheide
- Evangelische Freikirche „Schöne Aussicht“ e. V.
- Evangelische Freikirche Heidenoldendorf-Hohenloh e.V.
- Evangelisch-Freikirchliche Gemeinde (Baptisten) (im Bund Evangelisch-Freikirchlicher Gemeinden)
- Evangelisch-Methodistische Gemeinde (in der Evangelisch-methodistischen Kirche)
- Evangeliums-Christen Brüdergemeinde (im Bund Taufgesinnter Gemeinden)
- Freie evangelische Gemeinde (im Bund Freier evangelischer Gemeinden in Deutschland)
- Mennonitengemeinde

In Detmold gibt es eine Reihe evangelischer Freikirchen. Viele Gemeinden wuchsen in den 1990er-Jahren durch den Zuzug russlanddeutscher Spätaussiedler, vornehmlich aus Russland und aus anderen GUS-Staaten. Im Jahr 2009 kamen die verschiedenen evangelischen Freikirchen der Stadt unter dem Motto Eins in Christus erstmals zu einem gemeinsamen Detmolder Freikirchentag.
Die Anzahl evangelisch-methodistischer (wesleyanischer) Christen wuchs an, als nach dem Zweiten Weltkrieg viele britische Soldaten in Detmold stationiert waren. Im so genannten Engländerviertel in Detmold-Nord lebten bis zu seiner Räumung im Oktober 2014 viele Briten methodistischen Bekenntnisses.

### Katholizismus
- Katholische Kirchengemeinden:
  - Pastoralverbund Detmold
    - Heilig Kreuz
    - St. Marien
    - St. Stephanus (Hiddesen)
    - Heilig Geist (Pivitsheide)
    - Allerheiligen (Heiligenkirchen/Berlebeck)

Nachdem es nach der Reformation in Detmold kein katholisches Leben mehr gab, begann Maximilian Freiherr von Laßberg, der als Postrat nach Detmold gekommen war, ab 1847 die römisch-katholischen Einwohner zu sammeln. 1850 konnte die erste Messe in der Spinnstube des ehemaligen Zuchthauses gelesen werden. 1850 kaufte er ein schmales Grundstück zwischen Wallgraben und Stadtmauer und begann mit dem Bau eines Kirchsaales und eines Pastorenhauses. 1852 wird die Bonifatius-Kirche geweiht. 1854 wurde die „Mission Detmold“ zur Pfarrei erhoben und darf eine eigene Kirchensteuer erheben. 1905 eine Schulgemeinde errichtete. 1946 lebten bereits 6.500 Katholiken in Detmold, von denen viele Kriegsflüchtlinge aus den Ostgebieten waren.
Am 11. März 1951 (Passionssonntag) weihte der Paderborner Erzbischof Lorenz Jaeger die Heilig-Kreuz-Kirche am Schubertplatz, in der heute noch die sonntäglichen Messfeiern der Detmolder Katholiken stattfinden.
1953 wurde das katholische Altenheim Bonifatius gegründet. Im selben Jahr zogen 60 Menschen dort ein. 1973 betrug die Zahl der in Detmold lebenden Katholiken knapp 11.000.
Im Jahre 2002 feierten die katholischen Gemeinden ihr 150-jähriges Bestehen.
Zu dem Pastoralverbund gehören u. a. das St.-Elisabeth-Stift, die Deutsche Pfadfinderschaft St. Georg, die katholische Kinderwohngruppe Bent II in Hiddesen sowie die Caritassozialstation St. Elisabeth.

### Orthodoxie
In Detmold leben auch orthodoxe Christen, vorwiegend Russen, Serben und Griechen, die sich ebenfalls regelmäßig zum Gottesdienst versammeln. Der russisch-orthodoxe Gottesdienst findet jeden dritten Samstag im Monat in der katholischen St.-Marien-Kirche an der Bergstraße statt.
Auch in der kath. Heilig-Kreuz-Kirche am Schubertplatz werden neben katholischen Gottesdiensten zusätzlich unregelmäßig Heilige Liturgien abgehalten.

### Neuapostolische Kirche
Die Gemeinde der Neuapostolischen Kirche in Detmold wurde bereits im Jahre 1905 gegründet. Seit 1971 besitzt sie ein eigenes Kirchengebäude in der Annastraße. Ebenfalls seit 1971 wurde auch ein Kirchengebäude in Pivitsheide, Im Nieleinen, für die Versammlungen genutzt. Im Februar 2017 wurde das zweite Gebäude jedoch wegen zu hohen Sanierungskosten aufgegeben. Die Mitglieder verteilten sich auf die umliegenden Gemeinden.

## Judentum
Juden haben über Jahrhunderte hinweg in Detmold gelebt. Der wichtigste Bestandteil jüdischen Kulturerbes in Detmold war eine Synagoge in der Lortzingstraße, die in der Reichspogromnacht von den Nazis jedoch völlig zerstört wurde. Heute befindet sich an der Stelle der Synagoge eine steinerne Gedenkstätte, welche an die in der Pogromnacht ermordeten und entrechteten Juden erinnern soll. Dennoch leben in Detmold Juden; sie gehören der jüdischen Gemeinde Herford-Detmold an, einem Zusammenschluss der Gemeinden Herford und Detmold. Der Zusammenschluss war im Jahre 1970 wegen der geringen Mitgliederzahl notwendig geworden.

## Islam
In den 1970er Jahren kamen vermehrt Arbeitsmigranten aus der Türkei nach Deutschland und damit auch nach Detmold, womit eine erste nennenswerte muslimische Minderheit in Detmold entstand. Die Zahl von Muslimen wuchs zusätzlich an, als Ende der 1980er, Anfang der 1990er Jahre zahlreiche kurdische Migranten nach Detmold kamen, die mehrheitlich sunnitisch-islamischen Bekenntnisses sind.
Die erste organisierte islamische Gemeinschaft in Detmold wurde 1996 auf Initiative der DİTİB gegründet. Die Detmolder Zentralmoschee (türkisch Merkez Camii), in der die Freitagspredigt gehalten wird, hat in der Lemgoer Straße ihren Sitz.
Daneben gibt es die IGMG Moschee der islamischen Gemeinschaft Millî Görüş, sie befindet sich in der Industriestraße.
Das Islamische Kommunikationszentrum (IKZ e. V.) befindet sich in der Industriestraße. Der Verein wurde 1991 als freier und unabhängiger Verein gegründet. Der ursprüngliche Name AMGT e. V. wurde geändert, um durch einen reinen deutschen Namen Vorurteile und Barrieren abzubauen. Außenstehende sollen anhand des Namens schon erkennen, hier ist Begegnung und Dialog erwünscht. Der ursprünglichen Absicht, allein religiöse Bedürfnisse der Muslime in Detmold zu befriedigen, kam später die Notwendigkeit einer integrationsfördernden Vereinspolitik hinzu. Heute führt der Verein verschiedene Integrationsprojekte mit lokalen Kooperationspartnern durch. 2008 hat der Verein aktiv an der Entwicklung eines Integrationskonzeptes der Stadt Detmold mitgearbeitet. Sprachkurse für Frauen, Jugendarbeit und Hausaufgabenförderung sind weitere Betätigungsfelder des Vereins.

## Buddhismus
Da es an der Musikhochschule in Detmold zahlreiche Studenten aus Asien (insbesondere aus Japan) gibt, bestehen in Detmold zwei kleine buddhistische Gemeinden. Die eine ist ein Meditationszentrum im Ortsteil Hiddesen und die andere ist ein von deutschen Konvertiten betriebenes Kulturzentrum. Das Zentrum ist Mitglied in der Deutschen Buddhistischen Union, die zur Hälfte aus deutschen Konvertiten besteht.

## Sonstige Religionsgemeinschaften
- Jehovas Zeugen Versammlung Detmold-Nord;
- Jehovas Zeugen Versammlung Detmold-Süd und Detmold-Russisch

Regelmäßige Zusammenkünfte der Zeugen Jehovas gibt es seit 1932 – zunächst in Pivitsheide, später auch in Detmold.